# 웨스트민스터 사원
웨스트민스터 세인트 피터 참사회 성당(영어: Collegiate Church of Saint Peter at Westminster)는 간단히 웨스트민스터 사원(Westminster Abbey)이라고 잘 알려진 잉글랜드 런던 웨스트민스터에 있는 고딕 양식의 거대한 성공회 성당이다. 서쪽으로는 웨스트민스터 궁전(영국 국회의사당)과 인접해 있다. 전통적으로 이곳은 영국 왕의 대관식 등 왕실 행사를 거행하거나 매장터로 이용하는 곳이다. 부근에 있는 웨스트민스터 대성당(Westminster Cathedral)은 로마 가톨릭교회 소속으로 이곳 사원과는 전혀 별개의 것이다.

## 대관식

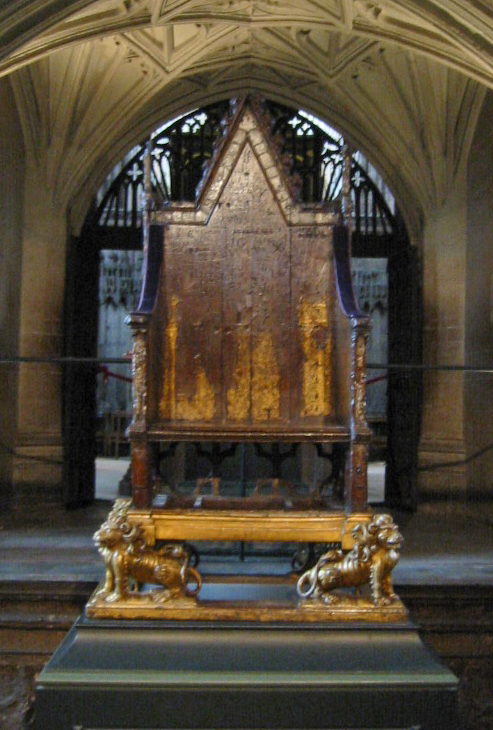
에드워드 왕의 어좌

1066년 해럴드 2세와 윌리엄 1세 두 왕들의 대관식 이후로 모든 잉글랜드와 영국의 군주들(대관식을 거행하지 않은 에드워드 5세와 에드워드 8세 제외)은 웨스트민스터 사원에서 왕위에 올랐다. 헨리 3세는 프랑스의 왕자 루이가 런던을 장악했기 때문에 런던에서 대관식을 치를 수 없었다. 그래서 글로스터 대성당에서 대관식을 거행하였는데, 교황은 이를 부적절하다고 생각하였다. 그리하여 나중에 1220년 5월 17일에 웨스트민스터 사원에서 대관식을 다시 한 번 거행하였다. 겨우 9일 동안 통치하였던 제인 그레이는 대관식을 결코 치르지 않아 합법성이 의심스러웠다. 대관식은 전통적으로 캔터베리 대주교가 주관한다. 사원 안에 자리잡고 있는 에드워드 왕의 어좌(또는 성 에드워드의 왕좌)는 영국 왕위 계승자들이 대관식 직후 착석하는 목재 의자다. 또한, 1296년부터 1996년까지 어좌 밑에 스코틀랜드의 역대 왕들이 즉위할 때 앉았던 스콘의 돌(스콘석)을 놓아 두었으나, 지금은 대관식이 다시 거행될 때까지 스코틀랜드에 가 있다.

## 결혼식
2011년 4월 29일 찰스 3세의 장남 웨일스 공 윌리엄이 웨일스 공비 캐서린과 결혼하였다. 

## 매장

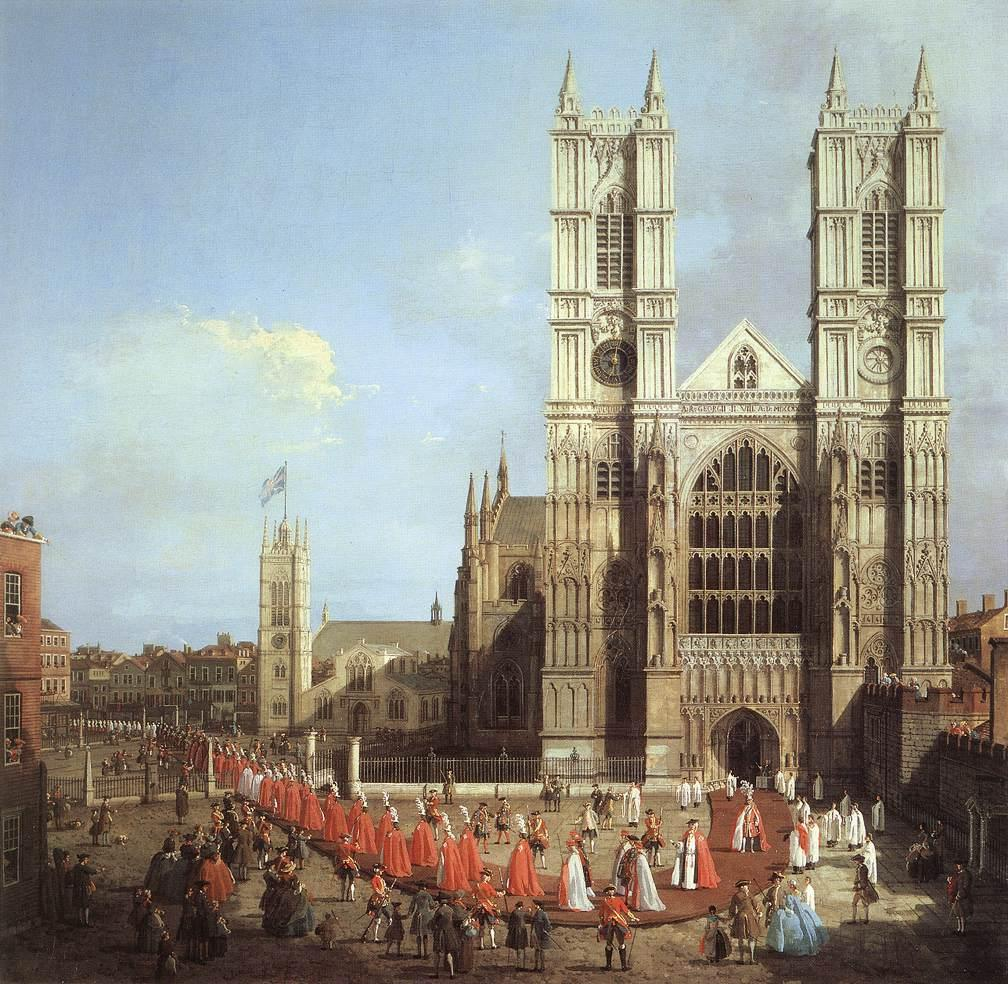
웨스트민스터 사원에서의 훈작사단의 행진, 카날레토, 1749.

### 군주와 배우자
다음은 사원에 시신이 안장된 잉글랜드와 영국 군주들과 그들의 배우자들의 목록이다:
- 에드워드 참회왕과 그의 왕비 웨식스의 에디스
- 헨리 3세
- 에드워드 1세와 그의 왕비 카스티야의 엘리너
- 에드워드 3세와 그의 왕비 헤이너트의 필리파
- 리처드 2세와 그의 왕비 보헤미아의 앤
- 헨리 5세와 그의 왕비 발루아의 캐서린
- 에드워드 5세
- 헨리 7세와 그의 왕비 요크의 엘리자베스
- 에드워드 6세
- 메리 1세
- 엘리자베스 1세
- 제임스 1세와 그의 왕비 덴마크의 앤
- 찰스 2세
- 잉글랜드의 메리 2세
- 윌리엄 3세
- 앤과 그녀의 부군 덴마크의 게오르
- 조지 2세와 그의 아내 안스바흐의 캐롤라인

### 다른 군주와 배우자
- 앤 네빌위
- 클리브즈의 앤
- 스코틀랜드의 메리 1세
- 보헤미아의 엘리자베스

### 네이브
- 데이비드 리빙스턴
- 로버트 스티븐슨
- 벤 존슨
- 비어트리스 웨브
- 시드니 제임스 웨브
- 아이작 뉴턴
- 어니스트 러더퍼드
- 어니스트 베빈
- 윌리엄 톰슨
- 제임스 클러크 맥스웰
- 조지 그레햄
- 조지 빌리어스
- 조지 에드먼드 스트릿
- 조지프 존 톰슨
- 찰스 다윈
- 찰스 라이엘
- 클리먼트 애틀리
- 프리맨 프리맨-토머스
- 토머스 코라네
- 토머스 톰피언

### 북쪽 수랑
- 윌리엄 글래드스턴
- 윌리엄 윌버포스
- 소(小) 윌리엄 피트
- 대(大) 윌리엄 피트

### 남쪽 수랑
시인 코너
- 게오르크 프리드리히 헨델
- 로런스 올리비에
- 로버트 브라우닝
- 로버트 애덤
- 사무엘 존슨
- 앨프리드 테니슨
- 에드먼스 스펜서
- 에이브러햄 카울리
- 제프리 초서
- 조지프 러디어드키플링
- 존 드라이든
- 존 에드워드 메이스필드
- 찰스 디킨스
- 토머스 파
- 토머스 하디

## 사진

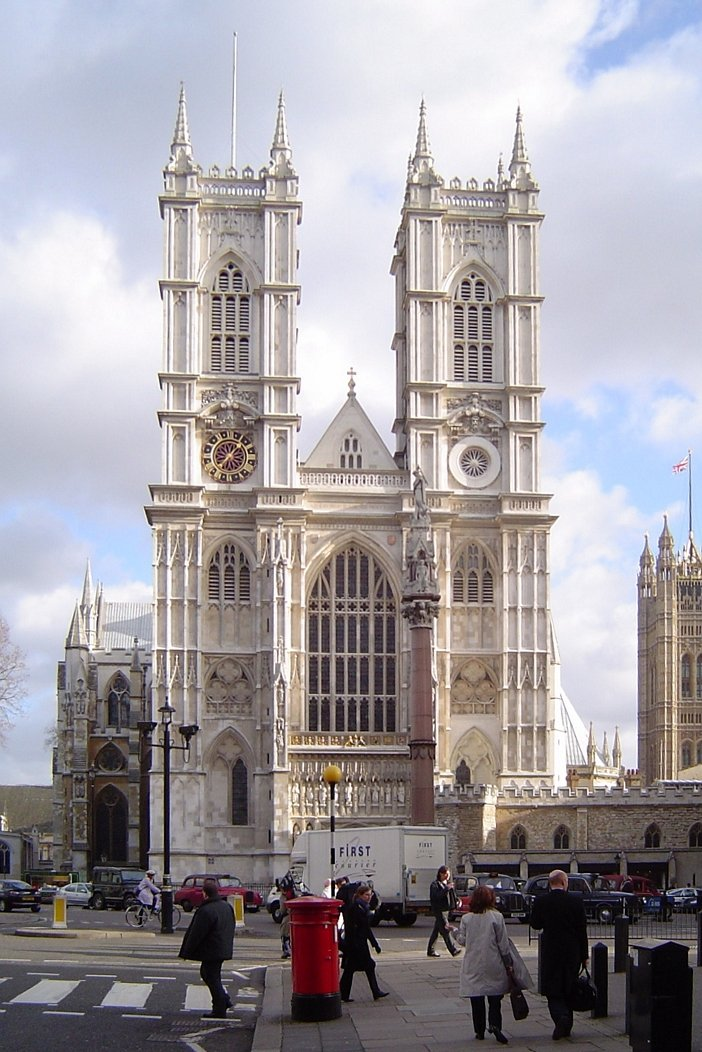
토틸 스트릿에서 바라본 서쪽 대문과 탑들
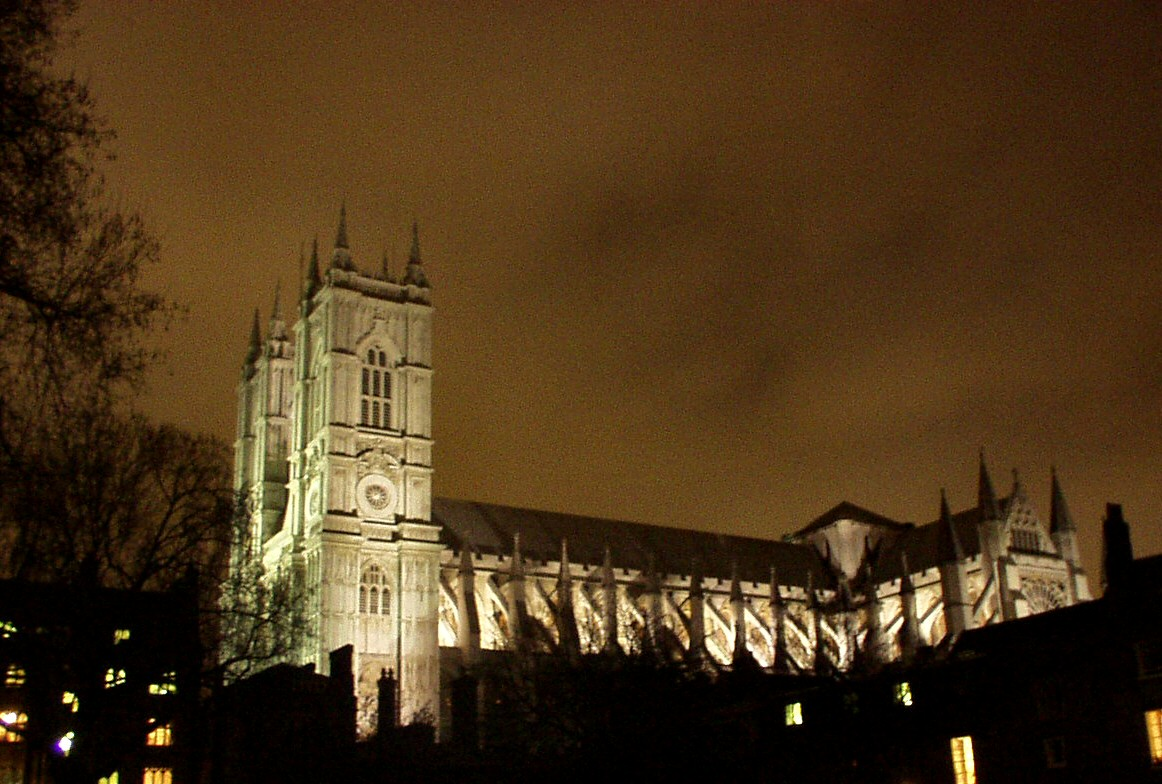
사원의 야경
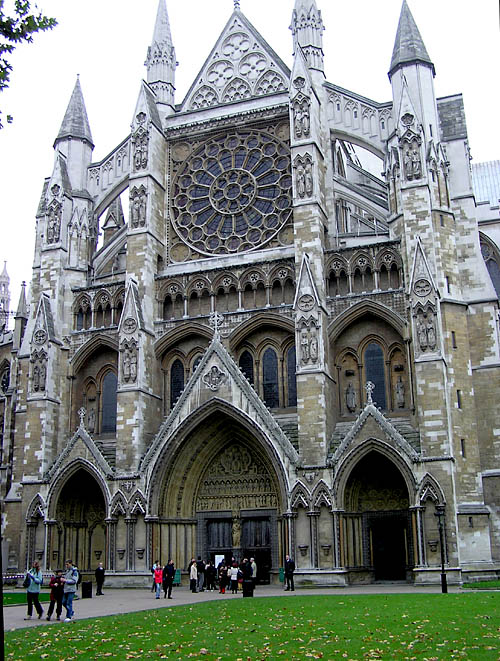
북쪽 입구
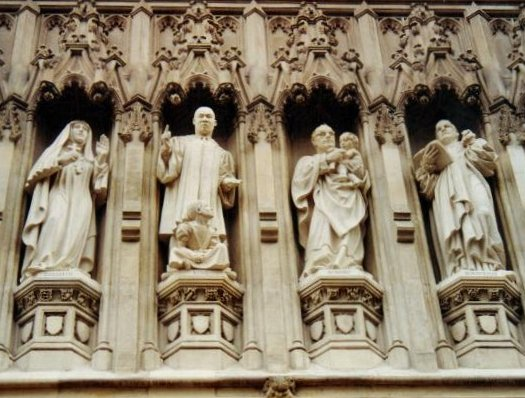
서쪽 대문에 있는 순교자들의 석상
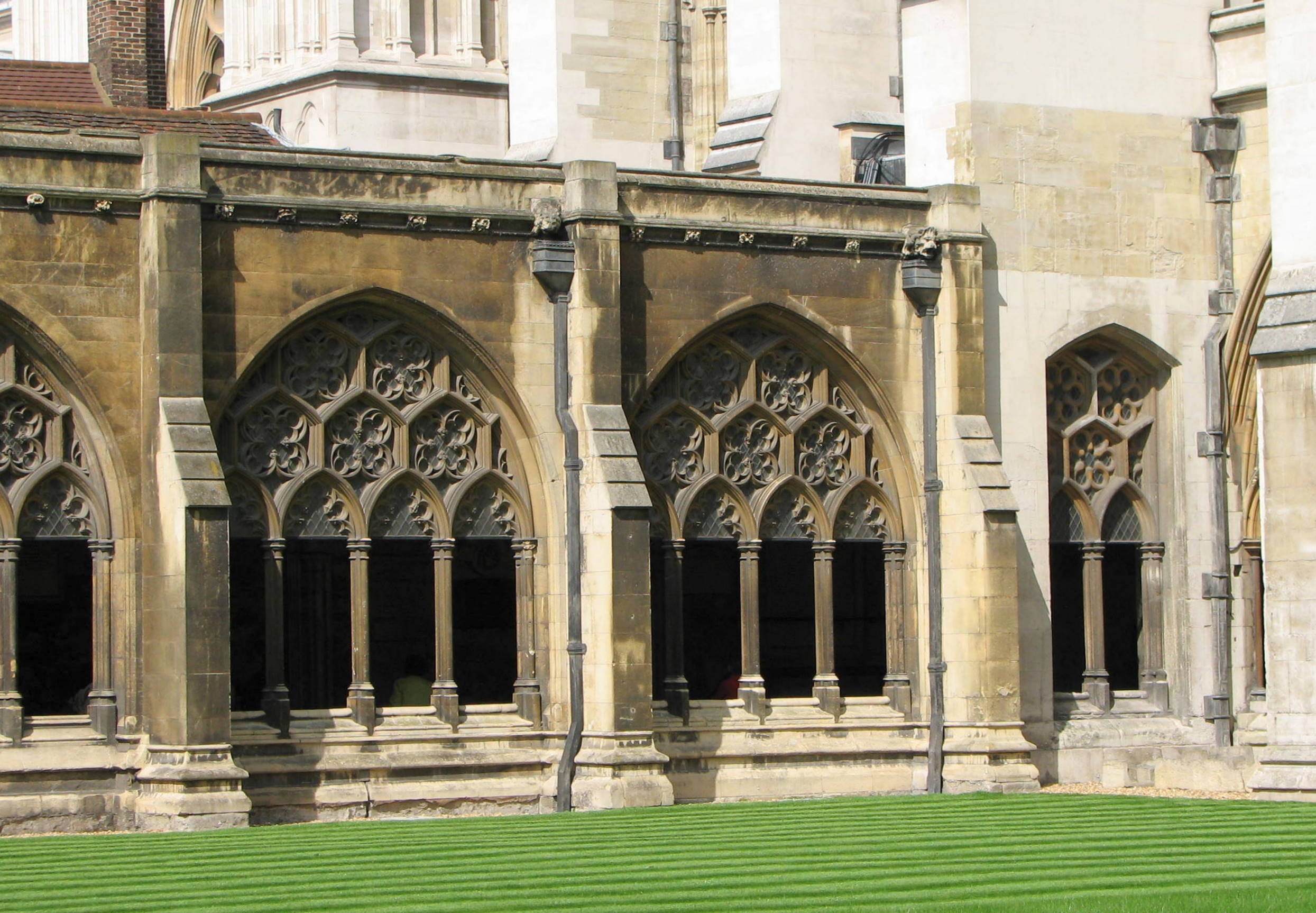
회랑
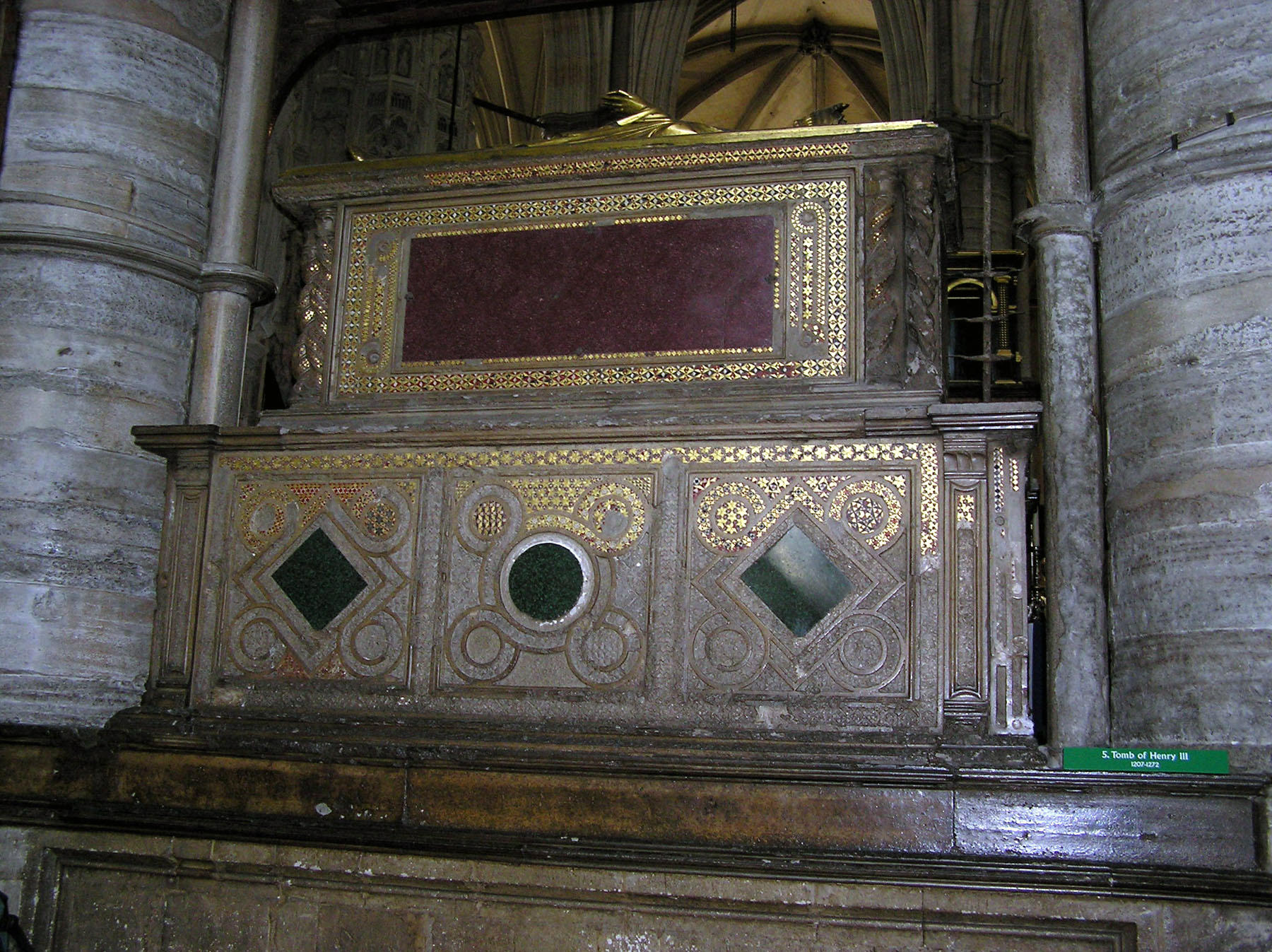
헨리 3세 국왕의 무덤.
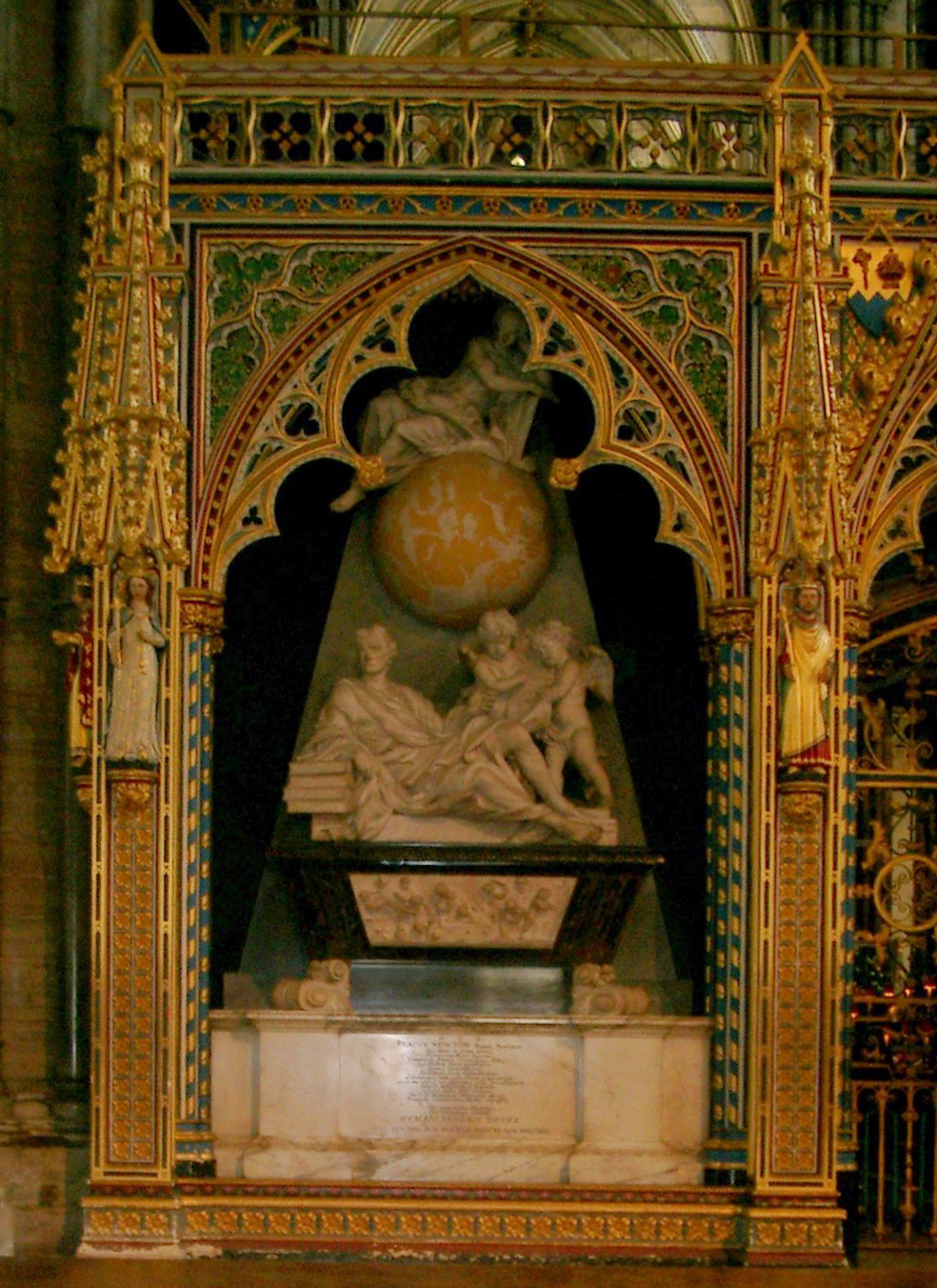
뉴턴의 무덤.
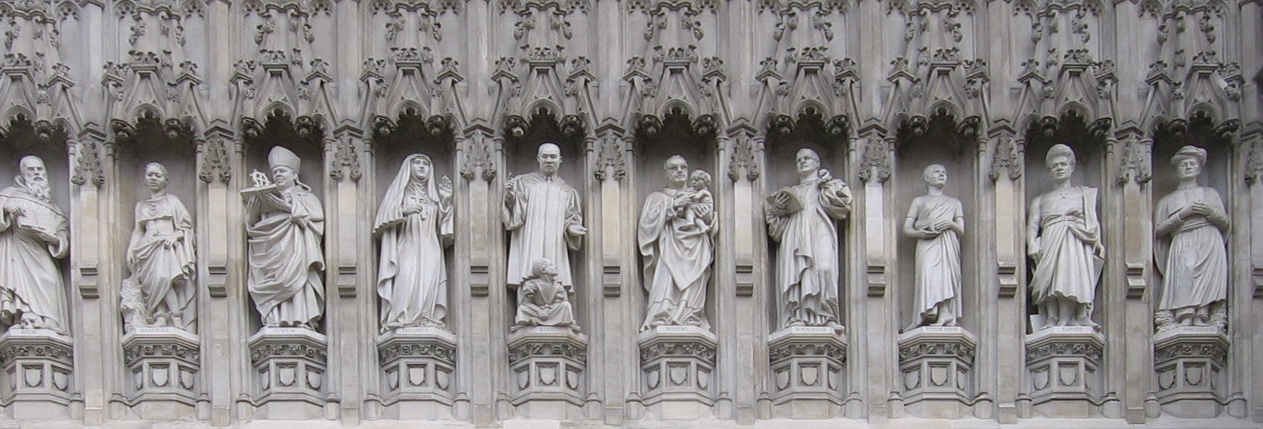
20세기 열 명의 그리스도인 순교자들.